# 寄宿
寄宿是指以住宿的目的在某地待处，现代的宾馆、酒店都有寄宿之意。而把兒童、老人或其他被照顧者安置於院舍，亦是寄宿的一種。

## 教育寄宿
目前在大学以及一部分中小學都有寄宿现象，設有宿舍的中小學稱為寄宿学校。而大部份的大學都設有宿舍。

## 其他寄宿
其他寄宿例如把需要照顧的人安置於院舍內，期間（例如假期、節日等）接回家與家人相聚。

## 相关
- 寄宿学校、寄宿家庭
- 宿舍
- 室友